# Andel (Bernkastel-Kues)
Andel ist ein Stadtteil von Bernkastel-Kues im rheinland-pfälzischen Landkreis Bernkastel-Wittlich.

## Geographie
Der Ort liegt am rechten Ufer der Mosel südwestlich der Kernstadt von Bernkastel-Kues.
Nachbarorte sind außer Bernkastel-Kues im Südosten Monzelfeld, im Südwesten Veldenz, im Westen Mülheim an der Mosel und im Nordwesten das auf der anderen Moselseite liegende Lieser.

## Geschichte
Die Gemarkung von Andel war bereits zur keltisch-römischer Zeit besiedelt. Der Ort wird erstmals 1140 als Andule erwähnt und gehörte zur Grafschaft Veldenz. Mit den anderen Dörfern des Amtes Veldenz wurde Andel im Zuge der Reformation zwischen 1534 und 1544 evangelisch.
Im 17. Jahrhundert war Andel sowohl vom Dreißigjährigen Krieg (1618–1648), als auch vom Pfälzischen Erbfolgekrieg (1688–1697) und von einer Pest-Epidemie schwer betroffen. 1694 (de facto) bzw. 1733 (de jure) kam das Amt Veldenz aus dem Pfalz-Veldenzer Erbe an Kurpfalz.
Das Linke Rheinufer wurde 1794 im ersten Koalitionskrieg von französischen Revolutionstruppen besetzt. Von 1798 bis 1814 war Andel ein Teil der Französischen Republik (bis 1804) und anschließend des Napoleonischen Kaiserreichs, zugehörig dem Saardepartement. Auf dem Wiener Kongress (1815) kam die Region an das Königreich Preußen, der Ort wurde 1816 dem Regierungsbezirk Trier zugeordnet und von der Bürgermeisterei Mülheim verwaltet.
Der Anschluss an die Moselbahn in den Jahren 1903–1905 trug zum wirtschaftlichen Aufschwung der Gemeinde bei. Die Bahnlinie wurde bis zum 31. Dezember 1962 betrieben.
Nach dem Ersten Weltkrieg gehörte das Gebiet zum französischen Teil der Alliierten Rheinlandbesetzung. Nach dem Zweiten Weltkrieg wurde Andel innerhalb der französischen Besatzungszone Teil des damals neu gebildeten Landes Rheinland-Pfalz.
Am 7. November 1970 wurde die bis dahin eigenständige Gemeinde Andel mit zu diesem Zeitpunkt 319 Einwohnern in die Stadt Bernkastel-Kues eingemeindet.

## Politik

### Ortsbezirk
Der Ortsteil Andel ist gemäß Hauptsatzung einer von zwei Ortsbezirken der Stadt Bernkastel-Kues. Er wird politisch von einem Ortsbeirat und einem Ortsvorsteher vertreten.

### Ortsbeirat
Der Ortsbeirat von Andel besteht aus sieben Mitgliedern, die bei der Kommunalwahl am 9. Juni 2024 in einer personalisierten Verhältniswahl gewählt wurden, und dem ehrenamtlichen Ortsvorsteher als Vorsitzendem.
Sitzverteilung:
| Wahl | SPD | CDU | FDP | Grüne | WGW a | WGK b | WGR | Gesamt  |
| ---- | --- | --- | --- | ----- | ----- | ----- | --- | ------- |
| 2024 | –   | 3   | 1   | –     | 3     | –     | –   | 7 Sitze |
| 2019 | –   | 2   | 2   | 3     | –     | –     | –   | 7 Sitze |
| 2014 | –   | 3   | –   | –     | –     | 4     | –   | 7 Sitze |
| 2009 | –   | 2   | 1   | –     | –     | 3     | 1   | 7 Sitze |
| 2004 | 2   | 2   | 1   | 1     | –     | –     | 1   | 7 Sitze |

### Ortsvorsteher
Uwe Hoffmann (CDU) wurde am 5. Juli 2019 Ortsvorsteher von Andel. Bei der Direktwahl am 26. Mai 2019 war er mit einem Stimmenanteil von 53,48 % für fünf Jahre gewählt worden. Bei der Direktwahl am 9. Juni 2024 setzte er sich mit 58,59 % gegen einen Mitbewerber durch.
Hoffmanns Vorgänger waren seit 2003 Rolf Kröhner, der 2019 nicht erneut angetreten war, und zuvor Horst Pick.

### Wappen
| | Andeler Schöffensiegel (18. Jahrhundert) |
| Wappen von Andel |                                          |
| Wappenbegründung: Das Dorf Andel stellte ehemals zu dem Landgericht zwei Schöffen Diese führten im Schöffensiegel im rechten Siegelfeld einen im Blumentopf stehenden Baum und im linken Siegelfeld blau-weiße Rauten – Zugehörigkeit zur Grafschaft Veldenz. |                                          |

## Kultur und Sehenswürdigkeiten
In der Denkmalliste des Landes Rheinland-Pfalz (Stand: 2025) sind folgende Kulturdenkmäler genannt:
- Evangelische Kirche, kleiner Saalbau (1717/19), Goldbachstraße 31 A, Turm im Kern älter
- Eine Hofanlage und drei Häuser aus dem 18. Jahrhundert
- Boorhausstraße 1, Quereinhaus; Fachwerk 18. Jh., massives EG bez. 1835, Wirtschaftsteil etwas jünger
- Boorhausstraße 7/8, Fachwerkhaus, tlw. massiv, 18. Jh.
- Goldbachstraße 22, Hofanlage; Fachwerkhaus, tlw. massiv, 18. Jh., verputzte Fachwerkscheune
- Goldbachstraße 32, Wohnhaus, tlw. Fachwerk, 18. Jh., massive Erneuerungen, bez. 1813

## Wirtschaft und Infrastruktur

### Öffentliche Einrichtungen
Seit 1998 verfügt der Ort über ein multifunktionales Bürgerhaus für bis zu 190 Besucher.

### Verkehr
Andel liegt an der parallel zur Mosel verlaufenden Bundesstraße 53, die in westlicher Richtung nach Mülheim, in nordöstlicher zum Stadtteil Bernkastel führt.